# Weston-sub-Edge
Weston-sub-Edge est un village du Gloucestershire, en Angleterre.
Sa population était de 431 habitants en 2011.